# Autonome Antifa (M)
Die Autonome Antifa [M] war eine Göttinger Antifa-Gruppe, die von 1990 bis 2004 existierte. Sie war maßgeblich an der Antifaschistischen Aktion/Bundesweite Organisation (AA/BO) beteiligt. Von 1991 bis 1995 wurde gegen Mitglieder der Gruppe wegen Mitgliedschaft in einer terroristischen Vereinigung ermittelt, das Verfahren jedoch im folgenden Jahr gegen Auflagen eingestellt.

## Geschichte
Die Autonome Antifa [M] wurde 1990 in Göttingen gegründet. Im Herbst 1991 beteiligte sie sich mit einem „Diskussionspapier zur autonomen Organisierung“ an einer bundesweit innerhalb des autonomen Spektrums geführten Organisierungsdebatte. In diesem schlugen sie vor eine bundesweite Antifa-Organisation mit formeller Mitgliedschaft und transparenten Strukturen zu gründen, um „die 'autonome' Restszene (aber auch neue Antifagruppen) in einem gemeinsamen Projekt auf antiimperialistischer Basis zu organisieren“. Im Juli 1992 gründete die Autonome Antifa [M] gemeinsam mit anderen Antifa-Gruppen aus dem Bundesgebiet die AA/BO.
Im Juli 1994 durchsuchte die Polizei die Wohnungen von 15 mutmaßlichen Mitgliedern der Autonomen Antifa [M], ein Büro des Allgemeinen Studentenausschusses der Universität Göttingen und den linksalternativen „Buchladen Rote Straße“. Es wird bekannt, dass bereits seit 1991 gegen mutmaßliche Mitglieder der Autonomen Antifa [M] zunächst wegen Mitgliedschaft in einer terroristischen Vereinigung (§ 129a StGB), später wegen Mitgliedschaft in einer kriminellen Vereinigung (§ 129 StGB) ermittelt wurde. Im Februar 1995 wurde gegen 17 Mitglieder der Autonome Antifa [M] Anklage erhoben, unter ihnen auch Bernd Langer. Das Verfahren wurde im September 1996 schließlich noch vor Prozesseröffnung gegen Auflagen eingestellt. Die Angeklagten mussten je 3.000 DM an die Gedenkstätte des ehemaligen KZ Mittelbau-Dora zahlen. Außerdem wurden sie von ihren Anwälten über das Versammlungsrecht informiert und erklärten, dass sie die Bestimmungen „des Versammlungsrechts zukünftig berücksichtigen werden“.
Im Juni 2004 erklärte die Autonome Antifa [M] ihre Auflösung. Auf Grund inhaltlicher Differenzen zwischen den Mitgliedern sei eine „gemeinsame von der gesamten Gruppe getragene Politik kaum bis gar nicht mehr möglich“ gewesen. Ehemalige Mitglieder der Gruppe gründeten die Antifaschistische Linke International, Teil der Interventionistischen Linken und die Redical M, Gründungsmitglied des ums-Ganze-Bündnis.

## Veröffentlichungen
Die Autonome Antifa [M] veröffentlichte mehrere Broschüren im Selbstverlag:
- „...folgerichtig ist Antifaschismus kriminell!“, Oktober 1994
- Die Geschichte der Antifaschistischen Aktion, April 1995
- Gegen Faschismus und Klassenjustiz! Die Antifaschistische Aktion!, Oktober 1995
- 1:1 für den antifaschistischen Widerstand, September 1996